# Атасуские минеральные воды
Атасуские минеральные воды — источники с лечебной водой, в 50 км к северу от железнодорожной станции Жанаарка Улытауской области Казахстана. Воды залегают в девонских песчаниках на глубине свыше 80 м. Дебиты скважин — более 200 м³/сут. Минерализация воды — 3,7 г/л. Состав хлоридно-сульфатно-натриевый. Содержит также стронций, бром, фтор и другие. Вода используется при лечении заболеваний желудочно-кишечного тракта, печени.